# Nasser (metrostation)
Nasser (Arabisch: جمال عبدالناصر) is een metrostation in de Egyptische hoofdstad Caïro dat op 26 september 1987 werd geopend. Het station naast het gerechtshof wordt bediend door lijn 1 en lijn 3 van de Caïrose metro.  

## Geschiedenis
In 1973 besloot de Egyptische regering tot de aanleg van een metronet in Caïro met drie lijnen. De eerste lijn zou worden gevormd door twee voorstadslijnen om te bouwen en met een tunnel onder het centrum met elkaar te verbinden. Het station werd aanbesteed onder de naam 26 juli, de dag waarop president Gamal Abdel Nasser in 1956 het Suezkanaal nationaliseerde. 
De bouw van lijn 1 begon in 1982 waarbij de tunnel door het centrum met de openbouwput methode werd aangelegd. Toen het ondergrondse deel van die lijn gereed was werd de helft van de ondergrondse stations genoemd naar de Egyptische Presidenten tot dan toe. In dit verband werd station 26 juli, toen de reizigersdienst tussen het centraal station en Helwan op 26 september 1987 begon, geopend onder de naam Nasser. Het station werd op 5 oktober 2022 een kruisingsstation toen lijn 3 ten westen van Attaba werd doorgetrokken naar Kit Kat. 

## Atoomschuilkelder
In 2016 werd een haalbaarheidsonderzoek naar het station als mogelijke locatie van een schuilkelder openbaar gemaakt. De kenmerken van de ondergrondse bouw maakt de locatie geschikt voor het gebruik als station en als schuilkelder. Uit de bevindingen blijkt dat de tunnelbodem waar de treinen rijden aan voldoende voorwaarden voldoet en plaats biedt aan maximaal 2.000 mensen, zonder rekening te houden met de oppervlakte van de tunnels.

## Incidenten
Vanwege de grote passagiersstroom en de centrale ligging werd het station om veiligheidsredenen gesloten tijdens de Egyptische crisis van 2014. In maart 2015 vond een bomaanslag plaats op het nabijgelegen gerechtshof, dit leidde toen echter niet tot het stilleggen van het metroverkeer.